# Kedung Rejo (Buay Madang Timur)
Kedung Rejo is een bestuurslaag in het regentschap Ogan Komering Ulu van de provincie Zuid-Sumatra, Indonesië. Kedung Rejo telt 1042 inwoners (volkstelling 2010).